# Globes
Globes var en svensk dans- och jazzorkester verksam under 1920- och 1930-talen.
Orkestern bildades 1924 i Norrköping på initiativ av Bruno Holmström, vilken då varit i USA och där inköpt såväl en saxofon som en uppsättning orkesternoter. Orkesternamnet skapades av initialerna i de ursprungliga medlemmarnas förnamn (plus ett genitiv-s), nämligen:
- Gösta Granander (ursprungligen violinist; senare saxofonist i Macce Bergs och Ragge Läths orkestrar)
- Lars Lindgren
- O Nygren
- Bruno Holmström
- Erik Frykman (senare skivproducent och känd schlagerkompositör under pseudonymen Dick Fryman)

Till orkesterns viktigare engagemang hörde det på danssalongen Strömsholmen i Norrköping. Enligt Orkesterjournalen skall de kända musikerna Thore Ehrling och Sven Janthe ha ingått i Globes i början av 1930-talet, men detta kan möjligen vara en förväxling med det faktum att Albert Vernons orkester – i vilken Ehrling och Janthe definitivt ingick – också hade engagemang på Strömsholmen vid denna tid.